# 约瑟法·伊洛伊洛
拉图约瑟法·伊洛伊洛瓦图·乌卢伊武达，CF，MBE，MSD，KStJ（1920年12月29日—2011年2月6日），通称约瑟法·伊洛伊洛（Josefa Iloilo），斐济政治家，斐济总统。他曾經是世界上年龄最大的国家元首。

## 生平
伊洛伊洛生于斐济一个酋长家庭。接受师范教育，曾担任教师、校长。1977至1982年当选众议院议员。1978年成为大酋长委员会成员。1992年4至6月担任看守政府林业部长，同年5月被任命为参议员。1996年6月当选参议长。
1997年11月当选为斐济维提岛西区武达省大酋长。1999年1月出任副总统。
2000年5月斐济发生政变，马拉总统辞职，大酋长委员会于7月任命伊洛伊洛为总统。斐政局趋于稳定后，恢复宪政，大酋长委员会于2001年3月再次任命伊洛伊洛为总统。2006年3月，经大酋长委员会推选续任总统，任期5年。
2006年12月5日，在军政矛盾激化的情况下，当时的斐济军方领导人弗蘭克·姆拜尼馬拉馬宣布由军队接管斐济政权并解散议会，推翻了由民选总理莱塞尼亚·恩加拉塞领导的斐济政府，并于2007年1月5日宣誓就任过渡政府总理。2007年4月，姆拜尼马拉马恢复了伊洛伊洛的总统职务。2009年4月9日斐济上诉法院宣布，弗蘭克·姆拜尼馬拉馬领导的斐济过渡政府不符合宪法，建议总统伊洛伊洛重新任命一名看守政府总理，解散议会并尽快举行大选。上诉法院还宣布2006年12月时任斐济武装部队司令的姆拜尼马拉马推翻恩加拉塞领导的民选政府和解散议会均没有法律依据。伊洛伊洛随后宣布废除宪法，解除所有法官的职务，并于4月11日再次任命姆拜尼马拉马为斐济新一届过渡政府总理。
伊洛伊洛在2009年7月30日退休，晚年患帕金森症，經常要前往澳大利亚接受治療。
2011年2月6日病逝於斐濟，終年90歲。 （页面存档备份，存于）